# Spongosorites fibrosa
Spongosorites fibrosa är en svampdjursart som först beskrevs av Robert Fredric Fredrik Fristedt 1887.  Spongosorites fibrosa ingår i släktet Spongosorites, och familjen Halichondridae. Arten är reproducerande i Sverige.